# Tallulah Falls
Tallulah Falls is een plaats (town) in de Amerikaanse staat Georgia, en valt bestuurlijk gezien onder Habersham County en Rabun County.

## Demografie
Bij de volkstelling in 2000 werd het aantal inwoners vastgesteld op 164.
In 2006 is het aantal inwoners door het United States Census Bureau geschat op 158, een daling van 6 (-3.7%).

## Geografie
Volgens het United States Census Bureau beslaat de plaats een oppervlakte van
22,1 km², waarvan 21,1 km² land en 1,0 km² water. Tallulah Falls ligt op ongeveer 524 m boven zeeniveau.

## Plaatsen in de nabije omgeving
De onderstaande figuur toont nabijgelegen plaatsen in een straal van 24 km rond Tallulah Falls.